# Azul Claro Numazu
Football Club Azul Claro Numazu (em japonês:  アスルクラロ沼津 - Asuru Kuraro Numazu) é um clube de futebol japonês, com sede em Numazu, na província de Shizuoka. Atualmente compete na J3 League, a terceira divisão da Terra do Sol Nascente. Antes, jogava nas ligas amadoras de futebol de Shizuoka.

## História
Fundado em 1977 como Numazu Arsenal SC, chegou a ser renomeado Numazu Kōryō Club em 1980 e ganhou o nome atual em 2006. Manda seus jogos no Shizuoka Ashitaka Athletic Stadium, com capacidade para receber 10 mil torcedores. A cor predominante em seu uniforme é o azul.
Em setembro de 2015, surpreendeu ao tirar da aposentadoria o atacante Masashi Nakayama, ex-jogador do Júbilo Iwata e da Seleção Japonesa de Futebol, que havia deixado os gramados em 2012, quando atuava pelo Consadole Sapporo. No entanto, o autor do primeiro gol dos Samurais Azuis em Copas do Mundo (em 1998, contra a Jamaica) não disputou um jogo oficial pelo clube até 2020, quando se aposentou em definitivo. Outro jogador conhecido que integra o elenco é o volante Teruyoshi Ito, ídolo do Shimizu S-Pulse e que, assim como Nakayama, disputou a Copa da França.
Com o terceiro lugar obtido na semi-amadora Japan Football League, a quarta divisão do futebol nipônico, em 2016, o Azul Claro foi promovido à J3. Repetiu a colocação na temporada seguinte, depois de brigar pelo título até a última rodada. Mesmo com uma eventual conquista, a equipe não seria promovida, pois seu estádio não estava com os requisitos para obter a licença da J2.

## Treinadores
| Treinador          | País  | Período                | Período               |
| Treinador          | País  | Entrou em              | Saiu em               |
| ------------------ | ----- | ---------------------- | --------------------- |
| Kazuhito Mochizuki | Japão | 1 de fevereiro de 2014 | 31 de janeiro de 2015 |
| Ken Yoshida        | Japão | 1 de fevereiro de 2015 | 31 de janeiro de 2020 |
| Masataka Imai      | Japão | 1 de fevereiro de 2020 | 23 de agosto de 2022  |
| Kazuhito Mochizuki | Japão | 24 de agosto de 2022   | 31 de janeiro de 2023 |
| Masashi Nakayama   | Japão | 1 de fevereiro de 2023 | Atualmente            |